# 圣山圣母堂 (那不勒斯)

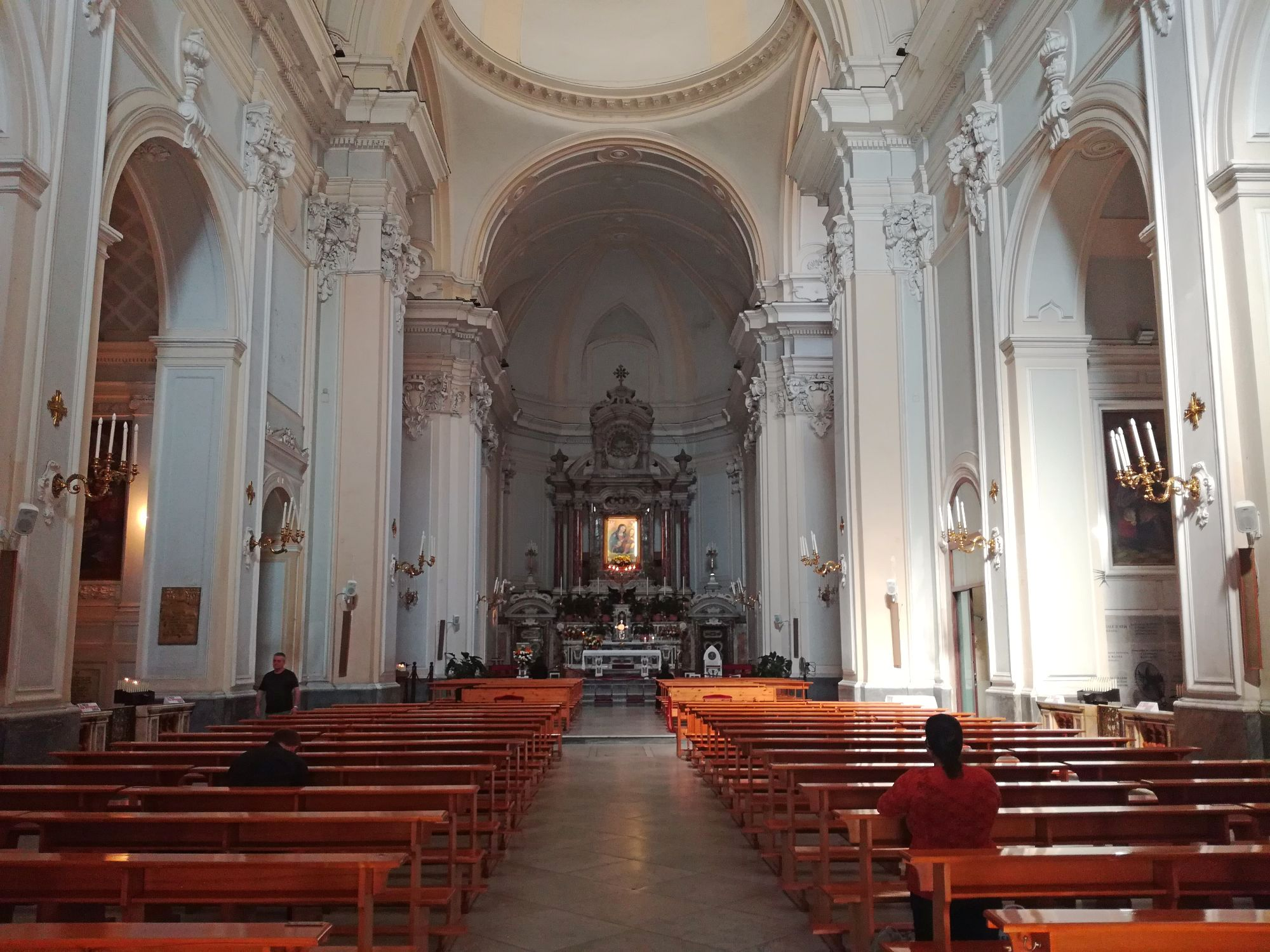

圣山圣母堂（Chiesa di Santa Maria di Montesanto）是一座罗马天主教教堂及修道院，位于意大利那不勒斯，属于起源于西西里岛圣山的加尔默罗会。
最初的建筑师是彼得罗·德马里诺，但包括穹顶（1680年）在内的作品是由迪奥尼西奥·拉扎里完成的。立面由安杰洛·维瓦完成于19世纪，描绘了加尔默罗山圣母。
内部是拉丁十字平面。前两个小堂是保罗·德·马泰斯的画作，描绘了圣弥额尔和圣安多尼的奇迹（1693年）。耳堂的18世纪的木雕十架苦像与圣母和圣若翰洗者,是尼科洛·富莫的作品。一个小堂供奉聖則濟利亞,是由来自帕拉提那禮拜堂的音乐家捐建。
教堂内有1725年去世的作曲家亚历山德罗·斯卡拉蒂的坟墓，祭坛上方是一幅朱塞佩·西蒙内利的画作，描绘圣則濟利亞。